# Pont des Gorges de la Dala
Le pont des Gorges de la Dala (aussi nommé le pont des Gorges de la Dala) est un pont à béquilles routier en Valais. A sa construction, il est le pont avec la plus grande portée principale en Suisse après le pont du Ganter.
Il est décrit par Jacques Gubler comme un ouvrage remarquable par son montage expéditif, son adéquation aux conditions topographiques, et finalement sa plastique épurée.

## Situation
Le pont enjambe la Dala en reliant les communes de Loèche et de Varonne. Ce lien était précédemment assuré par le pont de la tour de Loèche dont la capacité de trafic était trop faible à cause de sa largeur trop étriquée.
Les travaux de construction débutent en juin 1987 et se terminent dix-huit mois plus tard.
Le projet officiel de l’Etat du Valais était celui d’un pont haubané de conception révolutionnaire avec un tablier très mince. Mais à la suite de l’appel d’offres, une «variante entreprise» moins coûteuse et assez ingénieuse a été proposée en collaboration avec l’ingénieur René Ryser, un constructeur déjà bien réputé.
On retrouve la même architecture chez le pont neuf Gueuroz à Vernayaz dont la construction a débuté en 1992.

## Méthode de construction

Etapes de la construction du pont des Gorges de la Dala

Sur proposition de René Ryser, la méthode de lançage fut adoptée en utilisant les poutres maîtresses comme échafaudage provisoire pour poser le béton avec un coffrage mobile.
La construction peut se résumer à ces 5 étapes principales:
1. Pose des béquilles à la verticale sur l'ancrage définitif.
2. Basculement de ces dernières, retenues par des câbles.
3. Lancement des poutres maîtresses jusqu'à mi-portée environ
4. Assemblage et soudure des poutres maîtresses par vérinage
5. Pose du tablier en béton par coffrage mobile (de Loèche vers Varonne)

## Esthétique de l'ouvrage

### Relation avec l'environnement

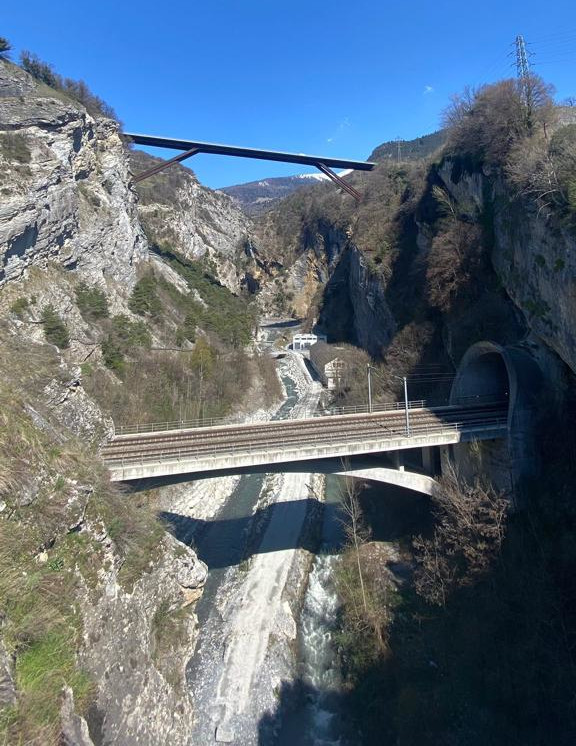
Le pont ferroviaire de la ligne du Simplon et le pont routier enjambant les Gorges de la Dala (2023) avec la centrale hydroélectrique de la Dala en fond.

L'ouvrage est en harmonie avec son milieu: il s'intègre aussi discrètement que possible grâce à son élancement et ses couleurs le camouflant le décrit comme "une sobriété qui s'inscrit dans le paysage".
En surplombant l'ensemble, la structure n'entrave en rien la beauté des gorges de la Dala et joue tout au plus le rôle de serre-tête de la vallée. C'est aussi par ses traits horizontaux que le pont se distingue et n'envahit pas le dessin escarpé des gorges.
Le ton de l'acier patiné mêlé à l'ombre du tablier se confond aisément au ton sombre de la vallée. Pendant les journées les plus ensoleillées, la couleur de l'acier rappelle un bois caractériel, un bois de chêne ou des feuilles sèches.Le contexte de l'ouvrage est d'une cohérence surprenante. Sa vallée est un résumé du génie civil en discrétion. En addition au pont, on y trouve:
- Une centrale hydroélectrique[4] au fil de l'eau est installée sous le pont. Elle tire cependant sa source plus à l'amont par l'intermédiaire d'une simple conduite en plein air et ne perturbe pas le cours d'eau sur place.
- Un pont en arc ferroviaire[5] long d'environ 80 mètres sur la ligne reliant Salquenen à Loèche[6] permet au monde ferroviaire de faire une brève apparition sur les gorges de la Dala.
- Deux portails de tunnel par lesquels les trains surgissent et replongent aussitôt comme par timidité ou par indifférence du spectateur.
- Un pont routier exigu plus ancien avec la tour de Loèche (aussi nommée tour de la Dala)[7] sur sa rive gauche.

### Forme et structure, flux des forces
La forme de ce pont est une simple ligne droite soutenue par quatre béquilles. Sa portée est de plus de 209 mètres et sa largeur est de presque 13 mètres. Il permet un trafic bilatéral avec une voie pour chaque direction, les piétons peuvent aussi l’emprunter au moyen des deux trottoirs aux extrémités du tablier. Sa forme paraît optimale, minimisant la matière employée pour relier les deux rives par une ligne droite. Dans le cas du pont des gorges de la Dala, les éléments sont réduits à l’essentiel. Les aspects de forme et de structure sont totalement confondus.
En respectant les constantes rationnelles, l’ouvrage maintient une cohérence structurelle tout
en minimisant le nombre de matériaux différents utilisés. Cette approche permet de mettre
en valeur la simplicité et l’élégance du pont des gorges de la Dala, où la forme et la structure se
confondent harmonieusement.
Le but d’une structure est de rendre visible le jeu de forces. Il est important d’éveiller la
curiosité de l’observateur pour qu’il puisse comprendre le fonctionnement de la structure. La
simplicité de la structure du pont des gorges de la Dala rend visible le cheminement des forces.
Les charges provenant du tablier sont transmises d’abord au treillis en acier, puis aux quatre
béquilles qui les ramènent aux fondations. Il est souvent question de savoir si un ouvrage est
dominé par sa forme ou sa structure. Dans le cas du pont des gorges de la Dala, les éléments sont
réduits à l’essentiel. Les aspects de forme et de structure s’entremêlent harmonieusement.

### Sources
- Pont des Gorges du Dala sur Structurae